# Emeopedus degener
Emeopedus degener är en skalbaggsart som beskrevs av Francis Polkinghorne Pascoe 1864. Emeopedus degener ingår i släktet Emeopedus och familjen långhorningar. Inga underarter finns listade i Catalogue of Life.